# Hybe (azienda)
La Hybe (하이브?, Ha-ibeuLR) è un'azienda sudcoreana di intrattenimento e lifestyle. Fondata come etichetta discografica il 1º febbraio 2005 da Bang Si-hyuk con il nome di Big Hit Entertainment, con gli anni si è espansa anche in altri settori, quotandosi in Borsa nell'ottobre 2020 e cambiando nome in Hybe nel marzo seguente.

## Storia

### 2005-2021: Big Hit Entertainment
L'azienda venne fondata dal produttore musicale Bang Si-hyuk il 1º febbraio 2005, e nel 2007 fece debuttare il trio musicale 8Eight. Nel 2010 strinse con la JYP Entertainment un contratto di gestione condivisa del gruppo maschile 2AM e ingaggiò RM come primo membro dei BTS. Gli fecero seguito gli altri sei membri del gruppo (Suga, J-Hope, Jung Kook, Jin, V e Jimin), che esordì nel 2013.
Nel 2012 la compagnia scritturò Lim Jeong-hee, e venne formato il girl group delle Glam in collaborazione con la Source Music. Il gruppo rimase attivo fino al 2014, quando una delle componenti venne condannata al carcere per aver ricattato l'attore Lee Byung-hun. Alla conclusione del contratto tra Big Hit e JYP nell'aprile 2014, tre dei 2AM tornarono alla JYP, mentre Lee Chang-min rimase con la Big Hit per continuare la carriera da solista e, parallelamente, quella di membro del duo Homme. Nello stesso anno si sciolsero gli 8Eight.
Nel maggio 2015, Lim Jeong-hee lasciò l'etichetta in seguito alla scadenza del suo contratto. Quello stesso mese il Signal Entertainment Group, una compagnia specializzata nella gestione degli artisti e nella produzione televisiva, acquisì la Big Hit Entertainment tramite un'obbligazione convertibile da 6 miliardi di won. Il rapporto tra le due aziende si concluse all'inizio del 2017, quando il Signal Group rivendette le proprie quote alla Big Hit.
Nel febbraio 2018 gli Homme si sciolsero alla scadenza del contratto di Lee Chang-min; l'altro membro del duo, Lee Hyun, rimase come solista. In agosto, la Big Hit Entertainment e la collega CJ E&M annunciarono di voler creare una joint venture, posseduta per il 52% dalla CJ E&M e per il 48% dalla Big Hit, che venne lanciata nel 2020 con il nome di Belift Lab. In ottobre i BTS rinnovarono il contratto fino al 2026. Al termine dell'anno, la Big Hit venne scelta come miglior società d'investimento del 2018 ai Korea VC Award.
Il CBO Lenzo Yoon venne nominato co-AD insieme a Bang Si-hyuk nel marzo 2019, con mansioni legate alla gestione affaristica piuttosto che alla produzione creativa, di cui continuò a occuparsi Bang. Quello stesso mese debuttarono i TXT. A luglio, la Big Hit acquisì l'etichetta discografica Source Music, mentre ad agosto acquistò l'azienda di videogiochi Superb. Grazie alle app di social networking Weverse e di e-commerce Weverse Shop sviluppate da una sua sussidiaria, Fast Company la scelse come quarta azienda più innovativa del 2020.
Durante il consiglio d'amministrazione del 20 aprile 2020, la compagnia ristrutturò i vertici aziendali. Bang Si-hyuk venne eletto presidente del consiglio d'amministrazione e amministratore delegato, conservando il suo ruolo di produttore e direttore creativo. Lenzo Yoon venne scelto come AD del settore affaristico e globale, incaricato dell'espansione dell'attività all'estero, mentre Park Ji-won diventò AD dei settori HQ e management. Un mese dopo, l'agenzia divenne la maggiore azionista della Pledis Entertainment, acquisendola il 9 giugno quando ottenne l'85% delle quote.
Il 15 ottobre 2020 la Big Hit Entertainment si quotò alla Borsa di Corea nell'indice KOSPI. Un mese dopo acquisì la Koz Entertainment.
Il 27 gennaio 2021, Naver Corporation investì 410 miliardi di won nella sussidiaria beNX Inc., acquisendo il 49% delle quote e trasferendole la gestione della piattaforma streaming V Live per un'integrazione con Weverse da compiersi entro un anno; beNX stessa cambiò intanto nome in Weverse Company Inc. Nella stessa giornata venne annunciato che l'azienda e beNX avevano investito 70 miliardi nella YG Plus, una sussidiaria della YG Entertainment operante in intrattenimento e lifestyle. A febbraio, la YG Entertainment e la Universal Music Group investirono in KBYK Live, una joint venture tra la Big Hit e il provider di servizi streaming Kiswe, per usufruire della sua piattaforma streaming VenewLive. Nel corso dello stesso mese, l'azienda annunciò una collaborazione strategica con Universal Music Group e Geffen Records per lanciare un nuovo gruppo maschile attraverso una nuova etichetta con sede a Los Angeles.

### 2021-oggi: Hybe
Il 10 marzo 2021, la Big Hit Entertainment presentò al servizio di vigilanza finanziaria della Corea un rapporto per cambiare nome in "Hybe" dopo l'assemblea degli azionisti del 30 marzo, espandendo la propria attività dall'intrattenimento ad altre aree. La struttura societaria venne suddivisa in tre rami: Labels (etichette discografiche indipendenti), Solutions (aziende specializzate nella produzione di contenuti basati sull'output delle etichette) e Platforms (Weverse Company). Il nome "Big Hit" venne conservato, creando l'etichetta Big Hit Music sotto la divisione Hybe Labels. Tre giorni dopo gli uffici vennero trasferiti nella nuova sede del distretto di Yongsan, un palazzo di ventisei piani e una superficie di 60.000 metri quadrati. I cambiamenti societari diventarono effettivi il 31 marzo.
In aprile la Warner Bros. investì 500 miliardi di won nella Hybe, ottenendo il 5,9% delle azioni attraverso HBO Max e i diritti esclusivi su contenuti quali concerti e documentari dei BTS. Intanto, tramite la sussidiaria Hybe America, venne acquisita l'etichetta Ithaca Holdings di Scooter Braun e tutte le sue proprietà; Braun entrò nel consiglio d'amministrazione della Hybe, mentre Scott Borchetta conservò il posto di AD del Big Machine Label Group, di proprietà di Ithaca. L'acquisizione venne finanziata da un aumento di capitale a cui presero parte gli artisti di entrambe le aziende. In aprile la compagnia venne inserita dal Time tra le cento più influenti dell'anno.
Il 1º luglio la Hybe ristrutturò i vertici: Bang lasciò il posto di AD a Park Ji-won, conservando quello di presidente del consiglio di amministrazione, per concentrarsi sulla produzione musicale; Lenzo Yoon e Scooter Braun vennero nominati AD di Hybe America, mentre Lee Jae-sang direttore operativo; le sussidiarie giapponesi Hybe Solutions Japan e Hybe T&D Japan vennero assorbite sotto la neonata Hybe Japan, guidata dall'AD di Hybe Solutions Japan Han Hyun-rok; Hybe Labels Japan conservò invece l'indipendenza come etichetta discografica. Il 31 agosto cominciò la fusione per incorporazione della sussidiaria SuperB, con completamento il 2 novembre dopo la riunione del consiglio dell'amministrazione del 29 settembre. A novembre venne fondata l'etichetta discografica indipendente ADOR. Successivamente, la Hybe apparve per il secondo anno consecutivo nella lista delle aziende più innovative dell'anno stilata da Fast Company per il suo approccio ai fandom, fatto di contenuti e intrattenimento interattivo, e rientrò, sempre per la seconda volta di fila, tra le cento compagnie più influenti dell'anno secondo il Time, ricevendo il soprannome di "potenza del pop".
Il 31 gennaio 2023 acquisì il 56,1% delle quote della startup Supertone, specializzata nella creazione di suoni e voci sintetiche attraverso l'intelligenza artificiale. Una seconda acquisizione, annunciata il 9 febbraio ed entrante in vigore il 7 marzo, fu quella di QC Media Holdings, compagnia madre di Quality Control Music, comprata da Hybe America per 248,8 milioni di dollari. Il giorno seguente, Hybe divenne la maggior azionista della rivale SM Entertainment, acquistando il 14,8% delle quote dal fondatore Lee Soo-man per 422,8 miliardi di won. Il gesto scatenò un'accesa guerra di offerte con un'altra azienda d'intrattenimento, Kakao, per il controllo della SM Entertainment: raggiunto un accordo il 12 marzo, Hybe interruppe la propria offerta pubblica di acquisto e vendette parte della propria quota nella SM Entertainment a Kakao, conservando l'8,8%. Il 10 agosto CJ ENM le cedette la propria quota in Belift Lab, pari al 51,5%, per 150 miliardi di won. A novembre aprì una filiale in Messico, Hybe Latin America, per entrare nel mercato latino-americano, acquisendo contemporaneamente Exile Music, l'etichetta discografica di Exile Content.

## Valore aziendale
| Esercizio | Fatturato | Utile netto | Fonte         |
| --------- | --------- | ----------- | ------------- |
| 2016      | 35,2      | 9,1         | [ 56 ]        |
| 2017      | 92,4      | 24,6        | [ 57 ]        |
| 2018      | 214,2     | 50,2        | [ 58 ]        |
| 2019      | 587,2     | 72,4        | [ 59 ] [ 60 ] |
| 2020      | 796,3     | 86,2        | [ 60 ]        |
| 2021      | 1250      | 141         | [ 2 ]         |

Nel 2007 la compagnia aveva quattro dipendenti ed era sull'orlo della bancarotta, ma è riuscita a risollevarsi quando Without a Heart degli 8Eight è diventata una hit locale nel 2009. Ciononostante, non ha registrato utili fino al 2015. Il valore aziendale è stato incrementato nel corso degli anni dalla popolarità globale ottenuta dai BTS. Il bilancio 2017 ha riportato un fatturato di 92,4 miliardi di won, in crescita del 162% rispetto al 2016; secondo il periodico Hankyung, nel caso avesse optato per un'offerta pubblica iniziale nel marzo 2018, l'azienda avrebbe potuto raggiungere un valore di 700 miliardi di won, superando le tre principali compagnie d'intrattenimento sudcoreane (SM, JYP e YG Entertainment) e rendendo Bang Si-hyuk l'uomo più ricco nell'industria dell'intrattenimento locale, con proprietà personali valutate 350 miliardi di won. Nell'ottobre successivo è stato stimato che la Hybe valesse oltre un bilione di won, e il bilancio di quell'anno ha evidenziato un incremento delle vendite del 132%, attorno ai 214,2 miliardi di won. L'utile operativo ha registrato una crescita del 97% attestandosi a 64,1 miliardi di won, mentre l'utile netto è ammontato a 50,2 miliardi, in aumento del 105%. Il valore della compagnia è salito ulteriormente nei due anni seguenti, aggirandosi nel 2019 tra 1,28 e 2,22 bilioni, e nel marzo 2020 sui 6 bilioni. Nel 2021 è stata la prima agenzia di management sudcoreana a totalizzare 1 bilione di won di vendite annuali, e nel 2023 la prima a raggiungere i due bilioni.

Logo societario (2005-2021).

Il successo della Hybe è stato attribuito al suo stile innovativo di management, più simile a quello di una società informatica che a quello di una d'intrattenimento, che è diventato il nuovo standard dell'industria K-pop; esso comprende un ampio utilizzo dei social media per catturare l'interesse del pubblico e convertirlo in vendite, la creazione di contenuti multimediali legati ai propri artisti e il ricorso all'energia dei fandom.
Il 21 maggio 2020 l'azienda ha avanzato una richiesta di consultazione pre-IPO alla Borsa di Corea per quotarsi nell'indice KOSPI, sottoponendo la propria offerta per una revisione preliminare la settimana seguente. Il 5 e il 6 ottobre sono state aperte agli investitori retail le sottoscrizioni di 1.426.000 azioni (il 20% dell'offerta totale) valutate 135.000 won l'una. La quotazione ufficiale è avvenuta il 15 ottobre.
Al 2021, l'azionista maggioritario della Hybe è il fondatore Bang Si-hyuk (31,8%), seguito dalla compagnia di giochi per cellulari Netmarble (18,2%), dal National Pension Service sudcoreano (7,6%), e dalla compagnia di tecnofinanza Dunamu (5,6%). Netmarble ha investito nella Hybe a marzo 2017 pagando 201,4 miliardi di won per il 25,71%. La quota restante è detenuta da altri soggetti. Nel settembre 2020 i BTS hanno ricevuto da Bang Si-hyuk 68.385 azioni ciascuno.
Il 28 maggio 2021 è stata inserita nell'indice MSCI.

## Organigramma
- Hybe Headquarters
  - Hybe Labels
    - ADOR
    - Belift Lab
    - Big Hit Music
    - Hybe Labels Japan
    - Koz Entertainment
    - Naeco
    - Pledis Entertainment
    - Source Music

  - Hybe Solutions
    - Hybe 360[n 1]
    - Cake X[n 2]

  - Hybe Platforms
    - Weverse Company[n 3]
- Hybe America
  - Ithaca Holdings
  - QC Media Holdings
- Hybe Japan

## Hybe Insight
L'Hybe Insight è un museo di 4700 m² che occupa i primi due piani interrati della sede aziendale a Seul. È stato aperto il 14 maggio 2021 e ospita diverse mostre sulla storia degli artisti delle Hybe Labels.

## Filantropia
La compagnia ha donato 30 milioni di won nel 2017 alla società delle famiglie delle vittime del naufragio del Sewol, mentre nel 2020 ha sostenuto il movimento Black Lives Matter e la campagna di Live Nation a favore dello staff dei concerti rimasto disoccupato a causa della pandemia di COVID-19, donando un milione di dollari ad entrambe le cause insieme ai BTS. Successivamente ha elargito 500 milioni di won a Save the Children per le iniziative umanitarie attuate dopo il terremoto in Turchia e Siria del 2023.

## Riconoscimenti
- IF Product Design Award
  - 2021 – iF Design Award alla disciplina della comunicazione per la serie di libri Graphic Lyrics (alla Big Hit IP Co., Ltd.)[84]
  - 2022 – iF Design Award al company branding nella categoria della comunicazione[85]
- Red Dot Design Award
  - 2021 – Corporate Design Award per la nuova brand identity della società[86]

## Annotazioni
1. ↑  Precedentemente nota come Big Hit Three Sixty Co., Ltd.
2. ↑  Precedentemente nota come beORIGIN Co., Ltd e Hybe Edu.
3. ↑  Precedentemente nota come beNX Co. Ltd.